# Цеков Юрій Іванович
Юрій Іванович Цеков (22 вересня 1937, м. Бахмут Донецької області) — український журналіст, письменник, науковець, видавець, громадський діяч.
Вищу освіту здобув у Вінницькому педагогічному інституті та Київському університеті ім. Т. Г. Шевченка. Член Національної спілки письменників України. Кандидат філологічних наук.
Очолював низку українських газет і журналів («Молода гвардія» (1968—1972), «Толока» (1994), «Вісті з України» (1995—1996), «Науковий світ» (1998—2011), «Перець Весела республіка» (2017) та ін. Тривалий час працював науковим співробітником Інституту літератури імені Т. Г. Шевченка НАН України. Від 2000-го року — засновник і генеральний директор Спеціалізованого видавництва сатирично-гумористичної літератури «Толока».
Один із фундаторів Народного Руху України (1988—1989) і Демократичної партії України (1990). Член Центральної виборчої комісії України (1991—1993). Заступник голови партії і член Президії Національної ради Демократичної партії України (1990—1994).

## Життєпис
Юрій Іванович Цеков народився 22 вересня 1937 року в місті Бахмут Донецької області в робітничій родині. 1943 року, втративши під час німецької окупації домівку і рятуючись від голоду, його мати, Марія Василівна Цекова, з трьома неповнолітніми дітьми добралася до рідні на Поділлі, де й дочекалася повернення з війни чоловіка й старшого сина. Подальше дитинство і юність Юрія минули в Старокостянтинові, місті зі славним історичним минулим, на межових теренах Волині й Лісостепу. Цей розкішний за природою, багатий на культурні пам'ятки край і став його духовною батьківщиною. Тут він 1955 року закінчив середню школу і тоді ж у місцевій газеті вперше надрукував свої вірші. Ця знакова подія на початку громадянської зрілості зрештою і наблизить його до професійної журналістики й літератури.
1956 року він вступив до Вінницького педагогічного інституту. Проте вчителем він не став — за рік до завершення навчання його запросили на роботу в редакцію обласної молодіжної газети, на сторінках якої він активно друкувався. Отже, життєві плани йому довелося кардинально коригувати, тим паче, що вслід за цим на нього чекали ще більш доленосні несподіванки. Одному спостережливому і впливовому ватажкові вінницького юнацтва сподобалися різножанрові писання недавнього студента. Більше того, йому здалося, що цьому авторові притаманні не тільки публіцистично-сатиричні, а й певні лідерські здібності. Тому він вирішив із доскоцького початківця швидкісним методом підготувати головного редактора часопису і задля належної підготовки спровадив його на відповідне фахове стажування.
Таким побитом перші ґрунтовні знання з теорії і практики журналістики Юрію Цекову випало здобувати в Москві (1960—1961) на спеціальних курсах у вельми неординарному навчальному закладі, де новобранці з вищою нефілологічною освітою отримували першокласний професійний вишкіл під опікою найкращих тогочасних газетярів, з-поміж яких можна згадати хоча б славетного нарисовця Василія Пєскова чи неперевершених фейлетоністів Олексія Суконцева й Леоніда Лиходєєва. Згадані вище корифеї та не менш знамениті їхні колеги не були звичайними лекторами; вони не мучили курсантів заліками й екзаменами, а прискіпливо навчали у власних творчих студіях за жанрами, поєднуючи навчання з написанням своїми «піддослідними» контрольних творів на одну для всіх тему. Колективне обговорення цих переважно недолугих «шедеврів» подеколи нагадувало суворо-безкомпромісний розгром автора, але найчастіше перетворювалося на свято сміху і доброзичливих кпин. А втім, за великим рахунком, це була унікальна школа високого професіоналізму, котра озброювала вихованців знаннями й уміннями на все їхнє подальше газетно-журнальне життя. Тому недавньому
вінницькому дописувачеві через кілька років потому отримати в Києві повноцінний журналістський диплом (з відзнакою) вдалося без особливих зусиль і зі значним випередженням обов'язкового терміну навчання. Слід побіжно зауважити, що на той час (а це був кінець шістдесятих років) Юрій Цеков уже очолював щоденну столичну газету «Молода гвардія» зі стотисячним накладом.
Якщо ж подати узагальнено хронологію професійної діяльності Юрія Цекова (з вилученням строкової військової, нетривалої державної служби та деяких інших малозначимих періодів життя), то вона матиме такий вигляд:
1963 — роз'їзний кореспондент зональної (Вінницька, Хмельницька, Тернопільська, Чернівецька області) молодіжної газети «Комсомольське плем'я» (м. Вінниця).
1964 — завідувач відділу зональної (Київська, Житомирська, Черкаська, Чернігівська області) газети «Молода гвардія» (м. Київ).
1968 — головний редактор Київської обласної газети «Молода гвардія».
Побіжно слід зауважити, що у зв'язку з цілою низкою резонансних публікацій у цій газеті, котрі розходилися з тогочасною політикою в галузі культури й освіти, а також із появою серед залучених до співпраці в газеті відвертих дисидентів і давніх піднаглядних «клієнтів» КГБ [(наприклад, таких, як поет і публіцист Данило Кулиняк, гуморист Ярослав Голець та інших «злісних» критиканів) і тих, кого невдовзі репресували (зокрема студента університету Володимира Рокецького), послідовна підтримка творчості письменників-шістдесятників, а також «Собору» Олеся Гончара)], то робота Юрія Цекова як очільника «Молодої гвардії» постійно супроводжувалася скандальними «розбірками» у
високих партійних і комсомольських інстанціях із відповідними покараннями й анонсуванням вигнання. Така процедура протягом чотирьох років не реалізовувалась тільки тому, що «на горі» була одна могутня політична особа, котра з професійної солідарності (колишній журналіст!) до певного часу не дозволяла вчинити остаточної розправи. Але, коли Юрій Цеков рішуче відмовився від наполегливої «пропозиції» секретаря ЦК комсомолу Тамари Главак підписати для опублікування спрямовану проти Івана Дзюби колективну смердючку «У внутрішній еміграції», його звільнення з посади стало неминучим.
1972 — головний спеціаліст, завідувач відділу журнальної періодики Державного комітету УРСР у справах видавництв, поліграфії та книжкової торгівлі.
1978 — редактор науково-методичного щомісячника «Трибуна лектора», видання Товариства «Знання».
1982 — старший викладач факультету журналістики Київського державного університету імені Т. Г. Шевченка.
1983 — завідувач відділу літературної критики та публіцистики видавництва «Радянський письменник».
1988 — науковий співробітник, старший науковий співробітник Інституту літератури імені Т. Г. Шевченка Академії наук УРСР.
Водночас:
– перший заступник головного редактора журналу «Слово і час» (1989-1990).
– заступник голови Демократичної партії України (1990—1994);
– відповідальний секретар рухівської «Народної газети» (1993-1994);
– головний редактор і видавець особисто заснованого громадсько-політичного часопису «Толока» (1994);
– головний редактор газети для закордонних українців «Вісті з України» (1995—1996);
1996 — державна служба; заступник начальника управління Вищої атестаційної комісії України.
1998 — головний редактор науково-популярного журналу-ревю «Науковий світ».
2011 — генеральний директор приватного Спеціалізованого видавництва сатирично-гумористичної літератури «Толока».
Водночас — головний редактор журналу «Перець. Весела республіка» (2017).

### Громадсько-політична діяльність
Член Спілки журналістів УРСР від 1963-го року, член правління Київської обласної організації Спілки (1968-1972). Припинив членство у жовтні 1989 року в зв'язку з участю в організаційному комітеті для заснування Вільної асоціації українських журналістів (ВАУЖ).
Член Національної спілки письменників України від 1984-го року.
Член виборних обласних комсомольських органів Львівщини та Київщини (1962—1963, 1965—1972).
Член КПРС від 1963-го до 1990-го року. Припинив членство в партії у березні 1990 року. (Публічне оголошення — у «Заяві совісті» // Літературна Україна. — 1990. — 5 квітня.) Один із засновників і організаторів Народного Руху України. Член ініціативної групи для створення осередку Руху в Інституті літератури ім. Т. Г. Шевченка АН УРСР (1988), член Координаційної ради Київського Руху (1989), голова Мандатної комісії і доповідач на Установчому з'їзді Народного Руху України за перебудову (1989). Голова Мандатної комісії на ІІ з'їзді Народного Руху України (1990).
Один із засновників, організаторів і керівників Демократичної партії України (ДемПУ): член Оргкомітету для формування перших осередків і скликання Установчого з'їзду партії, заступник голови партії, член Національної ради ДемПУ і Президії Національної ради партії (1990–1995).
Член Центральної виборчої комісії (1991—1993).

## Літературна творчість і наукова робота
Від 1955 року Юрій Цеков публікується в українській пресі як поет, нарисовець, фейлетоніст, автор сатиричних творів і пародій, літературно-критичних статей, рецензій, оглядів, наукових розвідок, передмов у книжках окремих авторів, публікацій у колективних збірниках літературно-критичних статей і наукових праць (понад 200).
1977 року у Львівському університеті ім. Івана Франка захистив дисертацію на здобуття вченого ступеня кандидата філологічних наук за темою «Агітаційно-сатирична поезія в українській пресі відбудовного періоду».
У 1988-1996 роках працював науковим співробітником Інституту літератури імені Т. Г. Шевченка НАН України, де водночас обіймав посаду першого заступника головного редактора академічного журналу «Слово і час».
Головні наукові інтереси Юрія Цекова пов'язані з історією світової та української сатирично-гумористичної літератури, теорією віршованої сатири, художніми особливостями жанрів пародії, гуморески, сатиричної повісті та сатиричного роману.
Окремими виданнями вийшли дві його художньо-документальні повісті: «Сонячна теорема» (1974, 1975) і «Зоряний колос» (1984) [за підписом — Богдан Верес]. Перша з них, видана масовим тиражем (50 тис. прим.), була відзначена премією на республіканському конкурсі як одна з кращих і отримала десятки позитивних відгуків і рецензій як в Україні, так і за кордоном. Повість відзначено і серед досягнень української художньо-документальної прози на VII з'їзді письменників України (1977), хоча автор на той час ще не належав до згаданого творчого об'єднання. До Спілки письменників України його прийняли пізніше не як публіциста, а як критика й літературознавця. На той час Юрій Цеков видав монографію «Степан Руданський» (1983) і надрукував безліч критичних оглядів, статей і рецензій. Крім цього, до ювілею класика української сатири та гумору Юрій Цеков видав літературно-критичний нарис «Остап Вишня» (1989), упорядкував два томи (2-й і 3-й) з науковим коментарем чотиритомника Остапа Вишні і написав передмову до цього найгрунтовнішого видання класика.
Упорядниував шість випусків «Веселого ярмарку», популярного у вісімдесятих роках збірника сатири та гумору, який вийшов загальним тиражем близько 600 тисяч примірників. Крім цього, Юрій Цеков задумав, упорядкував і підготував до друку унікальне в нашій літературі видання — «Український сатирикон», першу в історії антологію української сатири XVI — ХІХ століть із власною передмовою-оглядом і науковим коментарем.
2000 року Юрій Цеков заснував приватне Спеціалізоване видавництво сатирично-гумористичної літератури «Толока», у якому й нині видає дві засновані ним серії світової та вітчизняної класики «Весела планета» й «Український сміхосвіт». На сьогодні вже побачили світ твори Тараса Шевченка, Марка Твена, Ярослава Гашека, Карела Чапека, Еразма Роттердамського, О. Генрі, Остапа Вишні, Аскольда Бегеби. Готові до видання унікальні антології «Українська епіграма» й «Українська пародія», твори П'єра Жана Беранже, Бранислава Нушича, Василя Чечвянського, Степана Руданського, Степана Олійника, Олега Чорногуза, Миколи Білокопитова, Андрія Крижанівського, Олеся Жолдака, Михайла Стрельбицького та багатьох інших талановитих авторів.

## Книги та публікації

### ЛІТЕРАТУРОЗНАВСТВО І КРИТИКА
(Окремі книжкові видання й відгуки на них, передмови й післямови у зібраннях творів і до окремих книжок, розділи в колективних монографіях, статті у збірниках і періодиці, рецензії в періодиці)
Ікаряче натхнення. (Літературно-критичний фейлетон) // Ленінська молодь. — 1970. — 5 грудня. Хліб і райдуги. (Рецензія на книжку поезій Петра Перебийноса «Високі райдуги») //Дніпро. 1973. — № 10. — С.152-155. Гармонія мудрого спокою. (Наука й поезія в житті Михайла Доленга; за підписом «Богдан Верес».) // Наука і культура. Україна. 1976. Щорічник товариства «Знання» УРСР та Академії наук УРСР. — С. 285—291. «В ім'я добра…» (Стаття про сатиричну творчість С.Олійника.) // Наука і культура. Україна. 1976. Щорічник товариства «Знання» УРСР та Академії наук УРСР. — С. 517—522. Гуморист, аякже! (Передмова до кн. Ігоря Гаврилюка «Вчений нянь». — Ужгород: Карпати, 1982. — С.5-8.
Степан Руданський. Літературний портрет. — К.: Дніпро, 1983. (176 c.)
Рец.: Леонід Барабан. З народного напившись джерела. // Літературна Україна. — 1975. — 5 січня.; А. Сваричевський. Титул народного поета. // Радянське Поділля. — 1983. — 13 листопада.; Наталя Околітенко. Вінок народному поетові. // Україна. — 1984. — № 41. — С.4. В. Барабан. Слово про майстра. // Комсомольське плем'я. — 1984. — 14 січня.; А. Гарматюк. Борець за щастя. // Вінницька правда. — 1984. — 6 січня.; М. Гончарук. Творчість Степана Руданського в контексті епохи. // Радянське літературознавство. — 1984. № 9. — С. 74-76; Михайло Слабошпицький. Цеков Ю. І. Степан Руданський. Літературний портрет. // Українська мова і література в школі. — 1985. № 1. — С.68-69.; Дмитро Павличко. Оптимістичний дух народу. — У кн.: Дмитро Павличко. Літературознавство. Критика. — К.: Видавництво Соломії Павличко, 2007. — Т. 1. — С. 106.
Сідалковщина, уявний рай міщанина. (Післямова до роману О.Чорногуза «Аристократ з Вапнярки»). — К.: Дніпро, 1983.
Людина з чарівним бумерангом. (Передмова до двотомного зібрання творів Олега Чорногуза). — К.: Дніпро, 1986. — С. 5-29.
Відгуки: Петро Кононенко. До людини з чарівним бумерангом. (У кн.: Людина з чарівним бумерангом). — К.: Видавництво «ВУС». — 2005. — С. 74, 81.; Михайло Наєнко. Сміх — головний герой роману. (У кн.: Людина з чарівним бумерангом). — К.: Видавництво «ВУС». — 2005. — С.85.; Михайло Слабошпицький. Крах Євграфа Сідалка. (У кн.: Людина з чарівним бумерангом). — К.: Видавництво «ВУС». — 2005. — С.102.; Гриць Гайовий. Друге народження Чорногузового аристократа. (У кн.: Людина з чарівним бумерангом). — К.: Видавництво «ВУС». — 2005. — С. 123, 124.; Василь Руденко. Перший сатиричний роман. (У кн.: Людина з чарівним бумерангом). — К.: Видавництво «ВУС». — 2005. — С. 133, 135.; Юрій Ячейкін. Сатира чи гумор. Про роман О. Чорногуза з післямовою Ю.Цекова на додачу. (У кн.: Людина з чарівним бумерангом). — К.: Видавництво «ВУС». — 2005. — С.184-186.; Валентин Чемерис. Чорногуз — птах щасливий. (У кн.: Людина з чарівним бумерангом). — К.: Видавництво «ВУС». — 2005. — С. 232.; Володимир Яворівський. З Америки… із власним гумором. (У кн.: Людина з чарівним бумерангом). — К.: Видавництво «ВУС». — 2005. — С. 337.
Криве дзеркало для пізнання істини. (Стаття про жанр пародії у збірнику «Проблеми. Жанри. Майстерність» 5-й випуск. — К.: Радянський письменник, 1980. — С.68-94).
«Мою роботу рецензував народ!». (Передмова до 4-томного зібрання творів Остапа Вишні — К.: Дніпро, 1988. — Т. 1. — С. 6-41.)
Щоб захистить від зла добро. (Передмова до 2-томного видання творів Степана Олійника). К.: Дніпро, 1988. — Т. 1. — с. 5-14.
Остап Вишня. Літературний портрет. — К.: Товариство «Знання» УРСР, 1989. (48 c.)
Пророк у стані фарисеїв. (Передмова до кн.: Микола Хвильовий. Синій листопад. — К.: Молодь, 1993. — С. 5 — 28. Підтекст художнього твору і світовідчуття письменника. (Про деякі особливості творчого методу Миколи Хвильового.) Розділ у колективній монографії «Самототожність письменника. До методології сучасного літературознавства». — К: Українська книга, 1999. — C. 55-80. Невичерпний скарб тисячолітньої України. (Передмова до антології української сатири XV–ХІХ ст. «Український сатирикон». — К.: Веселка, 2000. — С. 5-30). Явне зло не важко осудить. (Стаття про сатиричну творчість Миколи Карпенка) // Літературна Україна. — 1983. — 21 квітня. Смолоскипи братерства. (Рецензія на книжку Романа Лубківського «Смолоскипи».) // Молода гвардія. — 1976. — 14 березня. Осяяння сміхом. (Рецензія на книжку Олександра Ковіньки «Смішне пригинає, смішне й виправляє»). //Літературна Україна. — 1977. — 11 лютого. Дисертант із капустяних джунглів. (Рецензія на книжку Євгена Дударя «Дисертація»).//Літературна Україна. — 1978. — 10 лютого. Парадокси дотепності. (Стаття про особливості стилю сатиричної оповіді Андрія Крижанівського) // Літературна Україна. — 1978. — 23 червня.
Галактика щедрого серця. (Стаття про поетичну творчість Петра Перебийноса). // Літературна Україна. — 1978. — 12 листопада. Навіщо Ціцерону гребінець? (Рецензія на книжку гуморесок). // Літературна Україна. — 1978. — 14 липня. З огляду на залізні нерви. (Рецензія на книжку Віктора Семеняки «Жертва прогнозу».) // Літературна Україна. — 1978. — 8 серпня. Роман, якого давно чекали. (З приводу публікації першого сучасного українського сатиричного роману) // Літературна Україна. — 1979. — 7 вересня. Як відмінювати суфікси? (Рецензія на книжку Володимира Чепіги «Жертва консерватизму»). // Літературна Україна. — 1979. — 24 липня. Із когорти подвижників. (Рецензія на книгу Ю. О. Митропольського і О. М. Боголюбова про академіка М. М. Крилова) // Знання та праця. — 1979. № 11. — C.26.
Веселі силуети. (Рецензія на книжку мемуарів сатирика й гумориста Сергія Воскрекасенка «Портрети
зблизька»). // Літературна Україна. — 1979. — 16 лютого. Урок любові всенародної. (Стаття про творчість Остапа Вишні). // Літературна Україна. — 1979. — 13 листопада. Я в руки взяв перо сатири. (Стаття про творчість Степана Олійника) // Літературна Україна. — 1979. — 30 березня. Українська сатира і гумор сьогодні. (Виклад доповіді на пленумі Спілки письменників України, присвяченому проблемам розвитку сатирично-гумористичної літератури). // Літературна Україна. — 1979. — 14 грудня. «І лоскіт сміху, й терпкі сльози..». (Стаття про творчість Остапа Вишні.) // Укр. мова і література в школі. — 1979. — № 11. — С. 62-65. Веселий оповідач. (Стаття про творчість Олександра Ковіньки) // Дніпро. — 1980. — № 1. — С. 138—140. Д'Артаньяни з гострими ліктями. (Стаття про соціальні й психологічні засади образотворення в сатиричному романі О. Чорногуза «Аристократ з Вапнярки») // Жовтень. — 1981. — С.132-144. Напруга думки й почуття. (Рецензія на книжку поезій Петра Перебийноса «Третя спроба»). // Літературна Україна. — 1983. — 17 лютого. Із сузір'я класиків. (Стаття про значення творчого доробку Степана Руданського для становлення і розвитку віршованих сатиричних жанрів.) // Українська мова і література в школі. — 1984. — № 1. — С. 1017. Прикмети минулого року. (Анкета «ЛУ». // Літературна Україна. — 1985. — 28 лютого. Не з тієї ноти. (Стаття про творчість сатирика й гумориста Василя Кравчука). // Літературна Україна. — 1985. — 5 грудня. Салют без присвяти. (Стаття про творчість сатирика й гумориста Анатолія Гарматюка.) // Літературна Україна. — 1986. — 27 березня. Гумор. — Українська літературна енциклопедія. — К.: Головна редакція Української радянської енциклопедії ім. М. П. Бажана, 1988. — Т.1. — С. 519. Не затулили хмари усміх. (Стаття про деякі маловисвітлені в науці аспекти життя та творчості Остапа Вишні). // Друг читача. — 1988. — 20 жовтня. Примітки до другого тому 4-томного зібрання творів Остапа Вишні. — К.: Дніпро, 1988. — С. 415—457.
Примітки до третього тому 4-томного зібрання творів Остапа Вишні. — К.: Дніпро, 1989. — С. 365—395. Примітки до видання «Марк Твен. Як мене обирали в губернатори». (Серія «Весела планета»). — К.: Спеціалізоване видавництво сатирично-гумористичної літератури «Толока», 2012. — С. 332—340. Примітки до видання "Ярослав Гашек. «Ідилія в пеклі». (Серія «Весела планета»). — К.: Спеціалізоване видавництво сатирично- гумористичної літератури «Толока», 2012. — С.324-339. Примітки до видання "Тарас Шевченко «А правда наша п'яна спить». (Серія «Весела планета»). — К.: Спеціалізоване
видавництво сатирично-гумористичної літератури «Толока», 2014. — С.166-207. Передмова до видання «О.Генрі. Королі і капуста». (Серія «Весела планета»). — К.: Спеціалізоване видавництво сатирично-гумористичної літератури «Толока», 2012 — С. 5. Примітки до видання «Остап Вишня. Мисливські усмішки». (Серія «Український сміхосвіт»). — К.: Спеціалізоване видавництво сатирично-гумористичної літератури «Толока», 2015. — С. 261—281. The nations smiling soul. (Стаття про національне підґрунтя сміхового таланту Остапа Вишні.) // Ukraine/ — 1989. — № 11. Остап Вишня — відомий і невідомий. (Про маловідомі сторінки біографії Остапа Вишні.) // Українська мова і література в школі. — 1989. — № 11. Неспалена усмішка. (Стаття про творчість Остапа Вишні.) // Вітчизна. — 1989. — № 2. Великий сміхотворець. (Стаття до 100-річчя від дня народження Остапа Вишні для вільного поширення в будь-яких засобах масової інформації України.) — (РАТАУ). — 1989. — листопад. В авторському виконанні. (Про особливості побутування «усномовної поезії»). /Стаття написана у співавторстві з Гр. Сивоконем і Т. Качеровець) // Радянське літературознавство. — 1989. — № 2. — С. 3-7. «Аж кров з-під пальців, а я держусь». (Стаття з додатком неопублікованих матеріалів про перебування Остапа Вишні в концентраційному таборі на Півночі СРСР.) // Радянське літературознавство. — 1989. — № 11. — С. 322. Українська література і книжковий ринок. (Соціологічне дослідження функціонування української книги на республіканському ринку протягом останніх трьох років.) // Слово і час — 1991. — № 12. Вікторові Косяченку — 60. // Літературна Україна. — 1992. — 6 лютого. Ренесансова особистість в українському письменстві 20-х років. // Слово і час. — 1994. — № 2. — С. 13-22. Соціологічний прагматизм Дмитра Донцова // Толока. — 1994. — № 1. — С. 37-41.«Дорого серед зелен-трав…» (Стаття про поезію Бориса Олійника) // Вісті з України. — 1995. — № 39 (1901). Дмитрові Шупті — 60. // Літературна Україна. — 1998. — 20 січня. Антоша Ко, гуморист і сатирик, якого варто знати. — «Науковий світ». — 2003. — № 7. — С. 27. На валуєвських вітрах висміяного макабря. (Відгук на сатиричну російськомовну поезію Михайла Стрельбицького) // Науковий світ. — 2004. — № 1. — С. 26. Зевс на міщанській дієті. (Рецензія на книжку Олега Чорногуза «Як доглядати Зевса»). — Збірник "Людина з чарівним бумерангом. — К.: Видавництво ВУС, 2005. — C. 320—324.) Остерігайтеся Григорія Сивоконя! А взагалі — любіть і читайте його… // Науковий світ — 2006. — № 8. — С.18. Життя і перо Григорія Зленка. (Стаття про творчість українського поета й публіциста, дослідника з історії науки і культури.) //Науковий світ — 2009. — № 12. — С.14-15. Слово про талановитого романтика. (Стаття про творчість журналіста й письменника Володимира Івченка). // Науковий світ — 2011. — № 12. — С.13. Пісні калинової розпуки. (Відгук про поезію Миколи Купрія). // Науковий світ — 2011. — № 12. — С. 30. «Драматизм руху тексту у вирі часу» (кілька зауваг до сучасних тлумачень одного з шедеврів Василя Симоненка). // Науковий світ — 2011. — № 12. — С. 30. Чим жила його стривожена душа? — Боліло серце за Україну. (Нарис про наукову творчість і громадську діяльність Віталія Дончика). — К.: Ярославів Вал, 2019. — С. 301—333.

### ДОКУМЕНТАЛІСТИКА, ПУБЛІЦИСТИКА, САТИРИЧНА Й ПАРОДІЙНА ПОЕЗІЯ
(Чимало творів Юрія Цекова, крім наукових і літературно-критичних, друкувалися і друкуються під різними псевдонімами, з яких на сьогодні з волі автора розкрито лише один — Богдан Верес). Сонячна теорема. Документальна повість. — К.: Дніпро, 1974. — 190 с. Підпис: Богдан Верес.
Рец., відгуки: Про нашого сучасника. // Літературна Україна. — 1975. — 6 травня.; Михайло Слабошпицький. Світ видатного вченого. // Друг читача. — 1974. — 20 вересня.; Василь Василашко. Світ науки і світ людини. // Молодь України. — 1974. — 19 листопада.; Володимир Мельник. Повість про Боголюбова. // Літературна Україна. — 1974. — 12 грудня.; Микола Сорока. За сонячною теоремою. // Знання та праця. — 1974. — № 12.; Мирослава Гурлади. Богдан Верес. Солнечная теорема. — (Сонячна теорема). // Литературное обозрение. — 1974. — № 12. — С. 48.; Володимир Конашевич. І математика живить натхнення. // Дніпро. — 1975. — № 4. — С. 156—157.; А. Конфорович. Дорога до сонячних теорем. // Україна. — 1975. — № 5 — C.7.; Леонид Хинкулов. Теорема жизни. // Радуга. — 1975. — № 12. — С. 175179.; Валентин Авдєєнко. Гарний дарунок читачам. // Радянська освіта. — 1975. — 13 серпня. Іван Мегела. Звертаючись до образів учених. // Вітчизна. — 1976. — № 3. — С. 200—203.
Зоряний колос. Документальна повість. — К.: Дніпро, 1984. — 174 с. Підпис: Богдан Верес.
Рец.: Наталя Ульянкіна. Творець зоряного колосу. // Літературна Україна. — 1985. — 22 серпня.
Шаблон. (Літературна пародія.) // Перець. — 1978. — № 19. Таємниця невписаного слова. (Літературна пародія.) // Перець. — 1978. — № 24. Горластий дар. (Літературна пародія.). — Веселий ярмарок. — К.: Радянський письменник, 1983. — С. 248. Натхненне торкання. — Веселий ярмарок. — К.: Радянський письменник, 1983. — С. 247. Поетизований аванс. (Літературна пародія.) // Перець. — 1979. — № 22. Із когорти подвижників // Знання та праця. — 1979. — № 11. — С. 26. Секрет академіка Боголюбова // Знання та праця. — 1979. — № 8. — С.10-11. Як втрапити до «Веселого ярмарку». (Поради сміхотворцям). — К.: Веселий ярмарок, 1987. — С. 522—377. (Підпис — Редколегія). Три страшні секрети «Веселого ярмарку». — К.: Веселий ярмарок, 1988. — С. 522—524. (Підпис — Редколегія). Гімн кийконосців. (Сатиричний вірш.) // Вісті з України. — 1995. — № 34 (1896). Чорти вирішують усе, Є така держава Пекло.- Вісті з України.-1995 — № 34 (1896). Маємо, що маємо. — Вісті з України.-1995 — № 36 (1898). Респектабельний статус для продажної доньки. (Фейлетон.) — Науковий світ. — 1998. — № 3. — С. 39-40. Листи до вченого сусіда. Лист перший. (Сатирична пародія.) // Науковий світ. — 1998. — № 1. — С. 19-20. Листи до вченого сусіда. Лист другий. (Сатирична пародія.) // Науковий світ. –1998. — № 2. — С. 42. Листи до вченого сусіда. Лист третій. (Сатирична пародія.) // Науковий світ. — 1998. — № 3. — С. 30. Листи до вченого сусіда. Лист четвертий. (Сатирична пародія.) // Науковий світ. –1998. — № 4. — С. 38. Фарватер таланту і совісті. (Про творчі здобутки й видатне відкриття історика української преси Олександра Мукомели.) // Пам'ять століть. — 2001. — № 5. — С. 34-39. Рядок в історії. (До п'ятиріччя новоствореного українського науково-популярного журналу). // Науковий світ. — 2003. — № 9. — С. 13. Паразитолог. (Іронічно-пародійний вірш). // Науковий світ. — 2003. — № 11. — С. 31. Літературознавець. (Іронічно-пародійний вірш.) // Науковий світ. — 2003. — № 12. — С.31. Мафія веде! (Сатиричний вірш.) // Україна молода. — 2004. — 10 листопада. Вечірня елегія. (Іронічно-
пародійний вірш.) // Науковий світ. — 2004. — № 3. — С. 20. Гречана елегія. (Іронічно-пародійний вірш.) // Науковий світ. — 2004. — № 3. — С. 20. Медузяча елегія. (Іронічно-пародійний вірш.) // Науковий світ. — 2004. — № 3. — С. 21. Ревуча елегія. (Іронічно-пародійний вірш.) // Науковий світ. — 2004. — № 3. — С. 21. 1 травня (ностальгійна елегія). // Науковий світ. — 2004. — № 5. — С. 31. Конфуціанська елегія. (Іронічно-пародійний вірш.) // Науковий світ. — 2004. — № 10. — С. 31. Конспіративна елегія. (Іронічно- пародійний вірш.) // Науковий світ. — 2004. — № 10. — С. 31. Матримоніальна елегія. (Іронічно-пародійний вірш.) // Науковий світ. — 2004. — № 10. — С.31. Листи до вченого сусіда. Лист п'ятий. (Сатирична пародія.) // Науковий світ. — 2006. — № 3. — С. 14-16.
Інтелектуальній столиці — привіт од Нобеля! (Фейлетон.) // Науковий світ. — 2006. — № 7. — С. 25. Тихе слово про Альма-матер… // Науковий світ. — 2006. — № 11. — C. 18-19. На добру згадку про Козине Болото і високохудожню сокиру. (Фейлетон). // Науковий світ. — 2006. — № 11. — C. 30. Дослідницький безмір і загадка таланту Ростислава Пилипчука. // Науковий світ. — 2006. — № 12. — С. 23. Вінницький «труповикоп» шовіністичного динозавра. (Фейлетон.) // Науковий світ. — 2007. — №.1. — С. 30. Батько російської гей-журналістики. (Фейлетон.) // Науковий світ. — 2006. — № 12. — С. 29. Ноти для хору і дисциплінований курінь. (Фейлетон.) // Науковий світ. — 2007. — № 2. — С. 9. «А сыну отдай бескозырку…» (Фейлетон). //Науковий світ. — 2007. — № 8. — С. 24. Ніколай Басков і антикварний кілок. (Фейлетон). // Науковий світ. — 2008. — № 5. — С. 22-23. Віктор Чорномирдін — на полі слави імені Вєрки Сердючки. (Фейлетон). // Науковий світ. — 2008. — № 5. — С. 26-27. «Гром пабєди раздавайся!» (Фейлетон.) // Науковий світ. — 2011. — № 11. — С. 14. Слово про талановитого романтика. (Стаття про творчість журналіста й письменника Володимира Івченка). // Науковий світ. — 2011. — № 12. — С. 14. Який же ти багатий, рідний краю (мафіославень). // Перець. Весела республіка. — 2017. — № 2. — С. 7. Шкарбаніада. (Сатирична поема.) // Перець. Весела республіка. — 2017. — № 4. — С. 45. Прощальна серенада під аварійним балконом. (Іронічно-пародійний вірш). // Перець. Весела республіка. — 2017. — № 8. — С. 4. Ореандіада. (Сатирична поема.) // Перець. Весела республіка. — 2017. — № 10. — С. 12-13. Елегійна баркарола. (Сатирична поема.) // Перець. Весела республіка. — 2017. — № 6. — С. 16. Ранок у Межигір'ї. (Сатиричний вірш.) // Перець. Весела республіка. — 2017. — № 7. — С. 13. Гостроактуальний сантехнічний ноктюрн. (Сатиричний вірш.) // Перець. Весела республіка. — 2017. — № 9. — С. 7.

### УКЛАДАННЯ ТА РЕДАГУВАННЯ
Укладання
- Веселий ярмарок. (Збірник сатири та гумору) Випуск 2. — К.: Радянський письменник, 1984. (431 с.)
- Веселий ярмарок. (Збірник сатири та гумору) Випуск 3. — К.: Радянський письменник, 1985. (450 с.)
- Веселий ярмарок. (Збірник сатири та гумору) Випуск 4. — К.: Радянський письменник, 1986. (510 с.)
- Веселий ярмарок. (Збірник сатири та гумору) Випуск 5. — К.: Радянський письменник, 1987. (383 с.)
- Веселий ярмарок. (Збірник сатири та гумору) Випуск 6. — К.: Радянський письменник, 1988. (534 с.)
- Веселий ярмарок. (Збірник сатири та гумору) Випуск 7. — К.: Радянський письменник, 1989. (459с.)
- Микола Хвильовий. Синій листопад. (Оповідання та повісті) — К.: Молодь, 1993. (416с.)
- Остап Вишня. Зібрання творів у 4-х томах. Том 2. — К.: Дніпро, 1989. (461 с.)
- Остап Вишня. Зібрання творів у 4-х томах. Том 3. — К.: Дніпро, 1989. (398 с.)
- Український сатирикон. (Антологія української сатири XVIXIX c.) — К.: Веселка, 2000. (519 с.)
- Марк Твен. Як мене обирали в губернатори. (Оповідання) — К.: Толока, 2012. (344 с.)
- Ярослав Гашек. Ідилія в пеклі. (Оповідання, гуморески, памфлети, фейлетони) — К.: Толока, 2012. (344 с.)
- Карел Чапек. Оповідання з обох кишень. — К.: Толока, 2013. (320 с.)
- Остап Вишня. Мисливські усмішки. — К.: Толока, 2013. (288 с.)
- Тарас Шевченко. А правда наша п'яна спить.(Сатиричні вірші та поеми) — К.: Толока, 2014. (216 с.)

Редагування
- Довженко і світ. (Збірник публікацій до 90-річчя з дня народження) — К.: Радянський письменник, 1984. Игорь Куприянов. Леонид Вышеславский. (Монографія) — К.: Радянський письменник, 1984. (199 с.)
- Сергій Болтівець. Педагогічна психогігієна: теорія та методика. — К.: Редакція «Бюлетеня Вищої атестаційної комісії України», 2000. (302 с.) Володимир Голота. Біобібліографічний покажчик — К.: Толока, 2002. (79 с.)
- Валерій Чмир. Травневий ренесанс. (Поезії) К.: Толока, 2001. (32 с.)
- Станіслав Зінчук. Орадівське весілля. (Етнографічний нарис) — К.: Толока, 2001.
- Ярослав Гашек. Ідилія в пеклі. (Оповідання, гуморески, памфлети, фейлетони) — К.: Толока, 2012. (344 с.)
- Марк Твен. Як мене обирали в губернатори. (Оповідання) — К.: Толока, 2012. (344 с.)
- Еразм Роттердамський. Похвала Глупоті. — К.: Толока, 2012. (192 с.)
- Микола Сорока. Колимська теорема Михайла Кравчука. (Біографічна повість). — К.: Толока, 2015. (240 с.)

## РОДИНА
- Батько — Цеков Іван Христофорович (1903–1977). Робітник промислового підприємства.
- Мати — Цекова Марія Василівна (1905–1973). Робітниця медичного закладу. Домогосподарка.
- Дружина — Журавльова (Мірошниченко) Людмила Іванівна (р. н. 1952) — український філолог; державний службовець, журналістка (головний редактор відділу Міністерства у справах преси та інформації, помічник-консультант народного депутата України, завідувач відділу Парламентського видавництва, головний редактор журналу «Бюлетень Вищої атестаційної комісії України», головний редактор журналу «Я — Киянка»).
- Дочка Ярослава (1976) — випускниця Києво-Могилянської академії, бакалавр філософії та соціології, магістр соціальної роботи, менеджер із навчання кадрів, психолог.

## ДЖЕРЕЛА
(Довідкові та бібліографічні видання, монографії, збірники, статті, інтерв'ю, хроніка, відгуки читачів, епіграми, дружні шаржі.)
- VII з'їзд письменників Радянської України. — К.: Радянський письменник,1977. — С. 32.
- Лариса Прохоренко. Заочна читацька конференція. (Відгук на літературно-критичні статті Ю.Цекова). //Літературна Україна. — 1979. — 19 січня.
- М. Грінер. Заочна читацька конференція. (Відгук на літературно-критичні статті Ю.Цекова). //Літературна Україна. — 1979. — 6 лютого.
- Микола Петренко. Уже відразу й сатисфакція!.. (Відгук на статтю Ю. Цекова «Дзеркало для істини» // Літературна Україна. — 1984. — 25 липня.
- В нашем цехе. (Відгук на переклади Ю.Цекова гумористичних оповідань Леоніда Ленча). // Крокодил. — 1984. Письменники Радянської України. — К.: Радянський письменник, 1988. — С. 627.
- Сучасні письменники України. Біобібліографічний довідник. — Біла Церква: Буква. — 2011. — С. 492.
- Віктор Косяченко. Любов'ю окрилений сміх. — К.: Радянський письменник, 1985. — С. 246.
- А. О. Капелюшний. Сатиричний журнал «Червоний перець». — Львів: Видавництво при Львівському державному університеті видавничого об'єднання «Вища школа», 1986. — С.5, 141.
- Михайло Слабошпицький. Юрію Цекову — 50. // Літературна Україна. — 1987. — 24 вересня. Вітаємо Юрія Цекова з першим 50-річчям. // Перець. — 1987. — № 9.
- Петро Осадчук, Петро Костюченко. Юрію Цекову (епіграма і дружній шарж). // Літературна Україна. — 1987. — № 1.
- Дончик В., Мельник В., Цеков Ю. та ін. З погляду ініціаторів. // Вечірній Київ. — 1989. — 27 червня.
- Хазіна І. Літопис подій: травень-червень 1990; 18 трав. [Інформ. про вихід із КПРС Брюховецького В., Дончика В., Коваліва Ю., Мельника В., Павличко С., Цекова Ю.] // Слово і час. — 1990. — № 8. — С. 95.
- Доповідь голови Мандатної комісії Юрія Цекова. (З Установчого з'їзду Руху) // Літературна Україна. — 1989. — 12 листопада.
- Три дні вересня вісімдесят дев'ятого. Стенограма Установчого з'їзду Народного Руху України за перебудову. — К.: Видавництво «Українська енциклопедія» імені М. П. Бажана, 2009. р. — С. 192, 307311.
- Борис Клименко. Закохано пестячи власне ярмо. (Інтерв'ю з Юрієм Цековим) // Вечірній Київ. — 1990. — 16 березня.
- Заява совісті. // Літературна Україна. — 1990. — 5 квітня.
- Це не можна відкладати на потім. (Інтерв'ю з Віталієм Дончиком). │Інтерв'ю вела Валентина Пащенко│. — Літературна Україна. — 1992. — 2 квітня.
- Володимир Литвин. Політична арена України. — К.: Абрис, 1994. — С. 156.
- Олексій Гарань. Убити дракона. З історії Руху та нових партій України. — К., 1993. — C. 155.
- Гончарук Г. І. Народний Рух України. Історія. — Одеса: Астропринт, 1997. — С. 17.
- Анатолій Бортняк. Від серйозного — до смішного. // Вінницька газета. — 1997. — 23 вересня.
- Хто є хто в Україні. Цеков Юрій Іванович. — К.: К. І. С., 2000. — С. 515 .
- Михайло Стрельбицький. «Український сатирикон» від вихованця вінницької журналістики. // Хочу все знати. Спецвипуск газети «Вінниччина». — 2001 . 21 серпня.
- Хто є хто в Україні. Цеков Юрій Іванович. – К.: К. І. С., 2007. — С. 1031.
- Володимир Івченко. Як песиміст про оптиміста. // Науковий світ. — 2002. — № 9. — С. 30-31.
- Володимир Івченко. 1823 дні й ночі або До речі, про ювілей. // Науковий світ. — 2003. — № 9. — С.12-13.
- Соломія Павличко. Листи з Києва. — К.: Видавництво Соломії Павличко «Основи», 2000. — С. 125, 133.
- Соломія Павличко. Теорія літератури. — К.: Видавництво Соломії Павличко «Основи», 2009. — С. 37.
- Анатолій Шевченко. Українцям потрібні перемоги. — К.: Український письменник, 2006. — С. 41.
- Реальна каторга задля примарного благоденства. [Інтерв'ю з Юрієм Цековим] / Розмову вела Юлія Кулак // Святий Володимир: Літературно-художній альманах студентів Інституту журналістики Київського національного університету імені Тараса Шевченка / Головний редактор Микола Сорока. — К., 2001. — [Вип.] ІІІ. — С. 96.
- Раїса Галешко. «Вісті з України» позбулися пана, але чи стали незалежними? // Всесміх. Український гумористичний журнал. (Торонто, Канада). — 1996. — № 53. — С. 12-13.
- Володимир Івченко. Майстер шляхетного слова. // Дивосвіт. — 2012. — № 3. — С. 28-29.
- Володимир Івченко. Повернення. // Журналіст України. — 2007. № .. — С. 36-40.
- Віталій Дончик. Наша Соломія. — У кн.:Соломія. Спогади про Соломію Павличко. — К.: Видавництво Соломії Павличко «Основи», 2006. — С. 74.
- Віталій Дончик. Спільний знаменник — тринадцять. — К.: Ліга-Інформ, 2004. — С. 83, 104, 108, 179, 183, 187, 188, 198, 200, 214.
- Віталій Дончик. Україні потрібні самовідданці. Передмова до кн. Анатолій Шевченко. Україні потрібні перемоги. — К.: Український письменник, 2006. — С.8.
- Віталій Дончик. З потоку літ і літпотоку. — К.: ВД «Стилос», 2003. — С. 329.
- Анатоль Камінський. На перехідному етапі. "Гласність, «перебудова» і «демократизація» на Україні. — Мюнхен, 1990. С. 142, 610.
- До новітнього українського світогляду і стратегії. З нагоди роковин А. Камінського — політика і вченого (нариси) / Під ред. В. Сікори. — К.: Економіка і право, 2002. — С.4, 147.
- Анатолій Подолинний. З-над Божої ріки: Літературний словник Вінниччини. — Вінниця, 2001. — С.320.
- Григір Мовчанюк. Поважне доповнення до української літератури. Про підготовку 10-томного видання творів Анатолія Гарматюка. // Освіта Вінничини. — 2010. — 9 липня.
- Микола Славинський. Колеги: шляхи та роздоріжжя. — К.: Видавничий дім «Дивосвіт», 1914. — С. 364, 376.
- Володимир Солонько, Михайло Стрельбицький. Дружній шарж та епіграма на Ю.Цекова. // Перець. Весела республіка. — 2017. № 3 — С.9.
- Микола Славинський. Десять зустрічей.// Літературна Україна. — 2018. 29 березня.
- Микола Жулинський. Найбільше боліло серце за Україну. — Боліло серце за Україну. (Спогади про Віталія Дончика.) — К.: Ярославів Вал, 2019. — С.17, 21.
- В'ячеслав Брюховецький. Сильна, мудра людина. — Боліло серце за Україну. (Спогади про Віталія Дончика.) — К.: Ярославів Вал, 2019. — С.272.
- Василь Марусик. Вірність талантові. //Слово просвіти. — 2019 — № 24(1024), 13-19червня 2019.

1. 1 2 3 4 5 6 7 8 9 10 11 12  Чеська національна авторитетна база даних